# Jeffersonville (Kentucky)
Jeffersonville – miasto w Stanach Zjednoczonych, w stanie Kentucky, w hrabstwie Montgomery.